# Analytische Ethik
Analytische Ethik bezeichnet Moralphilosophie im Kontext der Analytischen Philosophie. Weite Teile der analytischen Philosophie waren Anfang des 20. Jahrhunderts naturalistisch, empiristisch und rationalistisch ausgerichtet; entsprechend wurden hier oft utilitaristische oder sogar antirealistische Moraltheorien entwickelt. Dies hat sich heute völlig geändert, von den einzelnen analytischen Moraltheoretikern werden die unterschiedlichsten Ansätze ausgearbeitet und verteidigt, wobei nach wie vor sämtliche klassische Positionen der Ethik diskutiert werden. Da die internationale Debatte über moralphilosophische Themen seit einigen Jahrzehnten in weiten Teilen durch analytisch geschulte Theoretiker bestritten wird, ansonsten aber kein Konsens über Abgrenzungsmöglichkeiten zur Kontinentalen Philosophie besteht, fallen Moralphilosophie und "analytische Ethik" heute weitgehend zusammen.
Zu Klassikern der analytischen Ethik zählen:
- alle klassischen Utilitaristen
- Alfred Jules Ayer, der einen metaethischen Emotivismus verteidigt hat: moralische Sätze sind nicht verifizierbar, also keine Tatsachenbehauptungen; sie drücken nur Gefühle aus; "Du sollst nicht töten!" drückt nur ein emotionales Missfallen aus[1]
- John Leslie Mackie, der u. a. gegen eine Objektivität der Ethik und für eine Irrtumstheorie der Moral argumentiert hat

Für eine Übersicht zu aktuellen moralphilosophischen Konzeptionen vgl. die Hauptartikel Moral und Ethik.

## Einführende Literatur
- Dieter Birnbacher: Analytische Einführung in die Ethik; Berlin: de Gruyter, 2003.
- Dieter Birnbacher und Norbert Hoerster (Hg.): Texte zur Ethik, München: Deutscher Taschenbuch Verlag GmbH & Co. 1997.
- William K. Frankena: Analytische Ethik. Eine Einführung. 5. Aufl. München: dtv, 1994.
- Franz von Kutschera: Grundlagen der Ethik Berlin: Walter de Gruyter, 2. A. 1999.
- Georg Meggle und Günther Grewendorf (Hrsg.): Sprache und Ethik, Frankfurt a. M., Suhrkamp (stw 91), 1974.
- John Leslie Mackie: Ethik – Die Erfindung des moralisch Richtigen und Falschen, Stuttgart: Reclam 1983.
- Julian Nida-Rümelin und Thomas Schmidt: Rationalität in der praktischen Philosophie – Eine Einführung; Berlin: Akademie Verlag, 2000.
- Jean-Claude Wolf und Peter Schaber: Analytische Moralphilosophie. Freiburg: Alber, 1998 (Alber-Reihe praktische Philosophie; Bd. 54), ISBN 3-495-47497-8.